# مرکز تاریخی سینفوهگوس
مرکز تاریخی سینفوهگوس، در شهر سیینفوئگوس در کوبا واقع شده‌است. در سال ۲۰۰۵ به عنوان میراث جهانی یونسکو ثبت شد.

## بررسی اجمالی

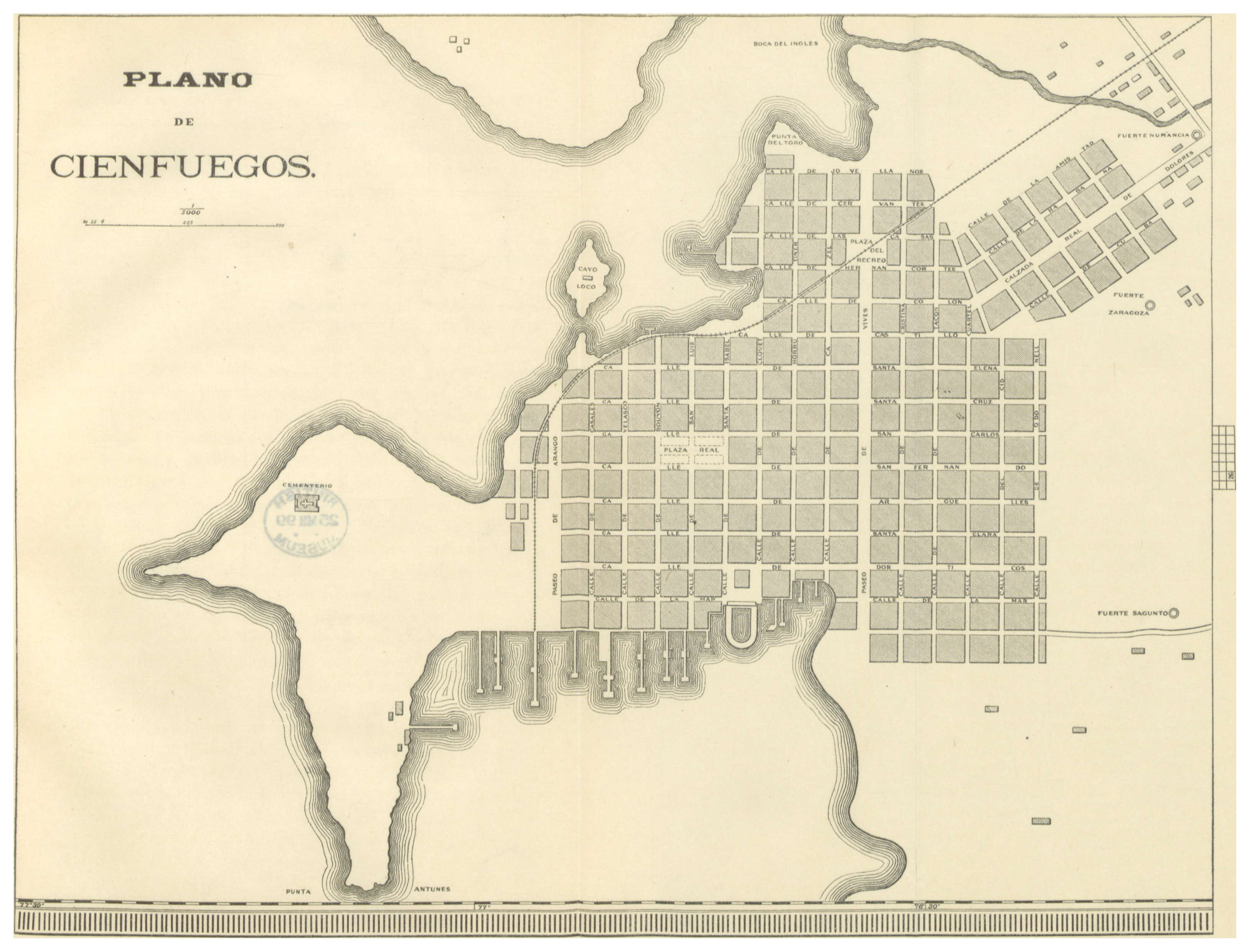
نقشه شهر سیینفوئگوس (۱۸۹۹)

در حالی که در سال ۱۴۹۴ توسط کریستف کلمب مورد بازدید قرار گرفت، این منطقه برای اولین بار توسط دزدان دریایی از ابتدای دهه ۱۶۰۰ مورد استفاده شد. ساکنان اولیه، اغلب به عنوان " بوکانیر "، شناخته می شدند. تا سال ۱۷۴۰ آنها تنباکو را نیز پرورش می‌دادند.